# 1908년 하계 올림픽 폴로
1908년 하계 올림픽 폴로는 영국 런던에서 개최된 1908년 하계 올림픽의 경기 종목이다. 1900년 하계 올림픽에 이어 두번째로 치러진 폴로 종목으로, 런던의 헐링엄 폴로 경기장에서 치러졌다.
대회에 출전한 3팀 모두 영국 올림픽 협회 소속으로 올림픽에 나섰으며 2팀은 잉글랜드, 1팀은 아일랜드 출신 선수들로 구성됐다. 잉글랜드 2팀이 1차전을 치르고 그 경기의 승자가 아일랜드팀과 2차전을 치르는 방식으로 경기가 진행되었다. 경기 결과 로햄프턴 팀이 두 경기에서 모두 승리를 거두며 금메달을 차지했고, 헐링엄 팀과 아일랜드 팀은 따로 순위결정전을 치르지 않고 공동 은메달을 수여받았다.

## 배경
폴로는 1900년 하계 올림픽에 첫 정식종목으로 채택되었으며 이후 1920년, 1924년, 1936년 올림픽에서도 경기가 치러졌다. 해당 대회 모두 남자 토너먼트전만 개최되었다.
1908년 하계 올림픽에서는 영국 팀만 유일하게 출전하였으며 이번이 두번째 대회였기 때문에, 이번에 새로 폴로 종목에 도전한 국가는 없었다.
경기 횟수 역시 2회에 불과하였으며 1차전에서 승리한 팀이 부전승을 거둔 팀과 2차전을 치르는 방식으로 진행되었다. 경기는 각 10분씩 총 6피리어드로 진행되었다.

## 참가 선수

### 헐링엄 팀
- 월터 버크마스터
- 프레더릭 프리크
- 월터 존스
- 존 우드하우스

### 아일랜드 팀
- 존 하드리스 로이드
- 존 폴 매캔
- 퍼시 오라일리
- 오스턴 로더럼

### 로햄프턴 팀
- 찰스 달리 밀러
- 조지 아서 밀러
- 패트슨 워머즐리 니크올스
- 허버트 헤이든 윌슨

## 경기 결과

### 1차전
2피리어드에 헐링엄 팀의 월터 존스가 선제골을 넣었다. 그러나 헐링엄 팀의 득점은 존스의 골이 마지막이었으며 로햄프턴 팀이 3피리어드에 두 골을 만회한 데 이어 5피리어드에 추가골을 넣었다.
| 6월 18일 | 영국 · 로햄프턴 | 3 | - | 1 | 영국 · 헐링엄 | 장소: 헐링엄 경기장 |

### 2차전
2차전은 1차전보다 더 큰 압승으로 끝났다. 로햄프턴 팀이 1피리어드에만 2골을 넣었으며 2피리어드에서는 밀러 선수 혼자 3골을 넣었다. 경기 내내 8-0으로 끌려다니던 아일랜드 팀은 경기 종료 직전에야 1골을 만회하였다.
| 6월 21일 | 영국 · 로햄프턴 | 8 | - | 1 | 영국 · 아일랜드 | 장소:헐링엄 경기장 |

## 메달리스트
| 금 | 은 | 동   |
| 영국 (GBR) · 로햄프턴 · 찰스 달리 밀러 · 조지 아서 밀러 · 패트슨 워머즐리 니크올스 · 허버트 헤이던 윌슨 | 영국 (GBR) · 헐링엄 · 월터 버크마스터 · 프레더릭 프리크 · 월터 존스 · 존 우드하우스 영국 (GBR) · 아일랜드 · 존 하드리스 로이드 · 존 폴 매캔 · 퍼시 오라일리 · 오스턴 로더럼 | 없음 |

### 메달 집계
| 순위 | 국가 | 금 | 은 | 동 | 총합 |
| 1    | 영국 | 1  | 2  | 0  | 3    |